# Édouard Stephan
Pour les articles homonymes, voir Stephan.
Édouard Jean-Marie Stephan (Sainte-Pezenne, 31 août 1837 – Marseille, 30 décembre 1923) est un astronome français.

## Biographie
Entré major à l'École normale supérieure, agrégé de mathématiques (2e), il est remarqué par Urbain Le Verrier qui le nomme en 1866 directeur de l'observatoire de Marseille nouvellement créé (il le restera jusqu'en 1907).
En 1868, il dirige une expédition destinée à observer une éclipse totale de Soleil sur l'isthme de Kra, accompagné de Georges Rayet, un astronome de la même promotion que lui. Ils observent dans le spectre des protubérances solaires neuf raies d'émission, dont une inconnue, que Stephan qualifiera de jaune paille. Cet élément chimique inconnu sera baptisé hélium, et ne sera isolé sur Terre par les chimistes que 17 ans plus tard.
En 1873, Stephan tente de mesurer l'extrême petitesse du diamètre apparent des étoiles fixes, en utilisant les techniques de l'interférométrie, à travers deux fenêtres découpées sur le télescope de Foucault. Il n'obtiendra aucun résultat probant, seulement la certitude que le diamètre apparent des étoiles est « considérablement inférieur » à 0,158 seconde d'arc. Ces résultats furent publiés dans les comptes rendus de l'Académie des sciences, t. LXXVI et LXXVIII.
L'œuvre principale de Stephan reste toutefois la découverte d'environ 800 nébuleuses « extrêmement extrêmement faibles », selon ses propres termes, entre 1869 et 1885. Nous savons aujourd'hui que ces objets que Stephan appelait des nébuleuses sont en fait des galaxies elliptiques, constituées de milliards d'étoiles, mais il meurt un an jour pour jour avant qu'Edwin Hubble en apporte la preuve en 1924. Édouard Stephan remarque également que ces « nébuleuses » se répartissent en petits groupes, aujourd'hui appelés groupes de Hickson, le principal d'entre eux portant d'ailleurs son nom : le quintette de Stephan, aujourd'hui très étudié.
Bien qu'elle ait été découverte par Jérôme Coggia, son nom est associé à celui de la comète périodique 38P/Stephan-Oterma. Stephan a également découvert deux astéroïdes : (89) Julie et (91) Égine en 1866.
Il est élu à l’Académie de Marseille en 1878 ; il en devient directeur de 1881 à 1895.